# Ben Cook (attore)
Benjamin Tyler Cook, detto Ben (Eden, 11 dicembre 1997), è un attore, cantante e ballerino statunitense, attivo in campo teatrale, televisivo e cinematografico.

## Biografia
Figlio di Jill e Glenn Cook, Ben Cook è nato ad Eden e cresciuto a New York, dove ha studiato alla Professional Performing Arts School. Ha fatto il suo debutto sulle scene ancora da bambino, recitando in allestimenti professionali di musical e opere di prosa in diversi teatri di Washington, tra cui il Kennedy Center. Ha fatto il suo debutto a Broadway nel 2009 nel revival del musical Ragtime, a cui seguì il ruolo di Michael in Billy Elliot the Musical sempre a Broadway. I produttori del musical apprezzarono la performance di Cook e lo promossero al ruolo principale del protagonista Billy per la tournée statunitense del musical, in cui ha continuato a recitare fino alla tapa a Las Vegas nel maggio 2013.
Dal 2014 ha recitato nella tournée nordamericana del musical della Disney Newsies, nel ruolo di Race e come sostituto per il ruolo principale di Crutchie; restò nel tour fino al gennaio 2016 e, dopo 500 repliche in Newsies, tornò a Broadway con il musical Tuck Everlasting, ma lo show si rivelò un flop e rimase in scena solo dal marzo al maggio 2016. Nel 2018 torna sulle scene newyorchesi nell'adattamento musicale di Mean Girls, mentre nel dicembre 2020 torna a Broadway in un revival di West Side Story, in cui interpreta il co-protagonista Riff.; Attivo anche in campo televisivo e cinematografico, Cook ha recitato in serie TV come 30 Rock e Veep, oltre a recitare nel remake di Steven Spielberg di West Side Story.

## Filmografia

### Cinema
- West Side Story di Steven Spielberg (2021)
- La felicità per principianti (Happiness For Beginners) di Vicky Wight (2023)

### Televisione
- 30 Rock – serie TV, 1 episodio (2010)
- House of Cards - Gli intrighi del potere – serie TV, 1 episodio (2013)
- Veep - Vicepresidente incompetente – serie TV, 1 episodio (2014)
- Law & Order - Unità vittime speciali – serie TV, 1 episodio (2017)
- Paterno, diretto da Barry Levinson – film TV (2018)
- The First Lady – serie TV, 5 episodi (2022)
- Pretty Little Liars: Original Sin – serie TV, 15 episodi (2022-2024)
- FBI: Most Wanted – serie TV, episodio 4x12 (2023)
- The Penguin, regia di Craig Zobel, Helen Shaver, Kevin Bray e Jennifer Getzinger – miniserie TV, puntate 1-3 (2024)

## Teatro
- Canto di Natale, Teatro Ford di Washington (2007)
- Macbeth, Folger Shakespeare Library di Washington (2008)
- Canto di Natale, Teatro Ford di Washington (2008)
- The Heavens Are Hung in Black, Harman Center for the Arts di Washington (2009)
- Ragtime, Kennedy Center di Washington e Neil Simon Theatre di Broadway (2009)
- Billy Elliot the Musical, Imperial Theatre di Broadway (2011), tour statunitense (2012-2013)
- Newsies, tour statunitense (2014-2016)
- Tuck Everlasting, Broadhurst Theatre di Broadway (2016)
- Mean Girls, National Theatre di Washington e August Wilson Theatre di Broadway (2018)
- West Side Story, Imperial Theatre di Broadway (2019)
- Illinois, Chicago Shakespeare Theatre di Chicago, Saint James Theatre di Broadway (2024)

## Riconoscimenti
- Outer Critics Circle Award
  - 2024 – Candidatura per la miglior interpretazione da non protagonista in un musical per Illinois

## Doppiatori italiani
Nelle versioni in italiano delle opere in cui ha recitato, Ben Cook è stato doppiato da:
- Alex Polidori in Pretty Little Liars: Original Sin
- Niccolò Guidi ne La felicità per principianti